# ميخائيل سميرنوفسكي
ميخائيل سميرنوفسكي (بالروسية: Михаил Николаевич Смирновский)، من مواليد 7 أغسطس 1921، وتوفي بتاريخ 9 يونيو 1989 بالعاصمة الروسية موسكو، كان ميخائيل سياسياً ودبلوماسياً سوفييتياً، وكان يجيد اللغة الإنجليزية، حيث عُين سكرتيراً للسفارة السوفييتية في العاصمة الأمريكية واشنطن.